# フレーム問題
フレーム問題（、英: frame problem）とは、人工知能における重要な難問の一つで、有限の情報処理能力しかないロボットには、現実に起こりうる問題全てに対処することができないことを示すものである。
1969年、ジョン・マッカーシーとパトリック・ヘイズの論文の中で述べられたのが最初で、現在では、数多くの定式化がある。

## 概要
現実世界で人工知能が、たとえば「マクドナルドでハンバーガーを買え」のような問題を解くことを要求されたとする。現実世界では無数の出来事が起きる可能性があるが、そのほとんどは当面の問題と関係ない。人工知能は起こりうる出来事の中から、「マクドナルドのハンバーガーを買う」に関連することだけを振るい分けて抽出し、それ以外の事柄に関して当面無視して思考しなければならない。全てを考慮すると無限の時間がかかってしまうからである。つまり、枠（フレーム）を作って、その枠の中だけで思考する。
しかし、一つの可能性が当面の問題と関係するかどうかを、どれだけ高速のコンピュータで評価しても、振るい分けをしなければならない可能性が無数にあるために、抽出する段階で無限の時間がかかってしまう。
これがフレーム問題である。
あらかじめ複数のフレームを定義しておいて、状況に応じて適切なフレームを選択して使えば解決できるように思えるが、どのフレームを現在の状況に適用すべきか評価する時点で、同様の問題が発生する。

## フレーム問題の例
哲学者ダニエル・デネットが論文で示した例を挙げて説明する。
状況として、洞窟の中にロボットを動かすバッテリーがあり、その上に時限爆弾が仕掛けられている。このままでは爆弾が爆発してバッテリーが破壊され、ロボットはバッテリー交換ができなくなってしまうので、洞窟の中からバッテリーを取り出してこなくてはならない。ロボットは、「洞窟からバッテリーを取り出してくること」を指示された。
人工知能ロボット1号機R1は、うまくプログラムされていたため、洞窟に入って無事にバッテリーを取り出すことができた。しかし、R1はバッテリーの上に爆弾が載っていることには気づいていたが、バッテリーを運ぶと爆弾も一緒に運び出してしまうことに気づかなかったため、洞窟から出た後に爆弾が爆発してしまった。これはR1が、バッテリーを取り出すという目的については理解していたが、それによって副次的に発生する事項（バッテリーを取り出すと爆弾も同時に運んでしまうこと）について理解していなかったのが原因である。
そこで、目的を遂行するにあたって副次的に発生する事項も考慮する人工知能ロボット2号機R1-D1を開発した。しかしR1-D1は、洞窟に入ってバッテリーの前に来たところで動作しなくなり、そのまま時限爆弾が作動して吹っ飛んでしまった。R1-D1は、バッテリーの前で「このバッテリーを動かすと上にのった爆弾は爆発しないかどうか」「バッテリーを動かす前に爆弾を移動させないといけないか」「爆弾を動かそうとすると、天井が落ちてきたりしないか」「爆弾に近づくと壁の色が変わったりしないか」などなど、副次的に発生しうるあらゆる事項を考え始めてしまい、無限に思考し続けてしまったのである。これは、副次的に発生しうる事項というのが無限にあり、それら全てを考慮するには無限の計算時間を必要とするからである。ただ、副次的に発生する事項といっても、「壁の色が変わったりしないか」などというのは、通常、考慮する必要がない。
そこで、目的を遂行するにあたって無関係な事項は考慮しないように改良した人工知能ロボット3号機R2-D1を開発した。しかし今度は、R2-D1は洞窟に入る前に動作しなくなった。R2-D1は洞窟に入る前に、目的と無関係な事項を全て洗い出そうとして、無限に思考し続けてしまったのである。これは、目的と無関係な事項というのも無限にあるため、それら全てを考慮するには無限の計算時間を必要とするからである。事程左様に、人間のように判断することができるロボットR2-D2を作るのは難しい。

## フレーム問題への対処
フレーム問題が問題としているのは、考慮すべき空間が有限でない限り、無限の可能性について考えざるを得ないという点である（ただし、空間が有限でも、考慮すべき要素の組み合わせが爆発的に増加するので同じことである）。
自然界に発生した知性（人間の知性など）が、どのようにこのフレーム問題を解決しているかはまだ解明されていない。人間は実際にはフレーム問題を解決できておらず、フレーム問題にうまく対処しているかのように見えるだけだと唱える研究者もいる。

この場合、どのように振舞わせれば、そう見せかけられるのかが研究の主題となる。このような、人工知能だけに限らず人間の知能にも起こり得るフレーム問題は、ジョン・マッカーシーらの提案したフレーム問題と区別して一般化フレーム問題と呼ばれている。
フレーム問題は、知能を記号操作のルールに還元してトップ・ダウン式に定義することから生じると主張する研究者もいる。そのような研究者は神経系を模倣したニューラルネットワークのような記号操作的でない知能によってフレーム問題を解決できると考えている。
人工知能の世界では、フレーム問題を回避するために、あらかじめ人工知能が扱う状況を限定して、有限の空間の中で推論する研究が行われることが多い。一例としては将棋やチェスの対戦用プログラムは（コンピュータ将棋などの記事を参照）、将棋を指すこと以外の知識などは扱わない。またたとえばPrologなどの論理型プログラムにおいて、否定（not）は、「知っていることだけが世界の全てである」とみなす、「閉世界仮説」に従った動作をするのが普通である。
プログラムの世界において類似の現象に無限ループがあり、こちらはタイムアウトである程度の解決を図っている。